# Juncus subcaudatus
Juncus subcaudatus là một loài thực vật có hoa trong họ Juncaceae. Loài này được (Engelm.) Coville & S.F.Blake mô tả khoa học đầu tiên năm 1918.